# Akysis recavus
Akysis recavus е вид лъчеперка от семейство Akysidae.

## Разпространение
Видът е разпространен в Тайланд.

## Описание
На дължина достигат до 4 cm.